# Adam Mikołaj Sieniawski
Adam Mikołaj Sieniawski herbu Leliwa (ur. ok. 1666, zm. 18 lutego 1726 we Lwowie) – hetman polny koronny w latach 1702–1706, a następnie hetman wielki koronny 1706–1726, wojewoda bełski w latach 1692–1710, kasztelan krakowski (1710), starosta generalny ruski w latach 1684–1726, starosta rohatyński, lubaczowski, stryjski, starosta piaseczyński w 1723 roku.

## Życiorys
Syn hetmana polnego koronnego Mikołaja Hieronima i Cecylii Marii z Radziwiłłów. Dzieckiem ciężko chorował przez jakiś czas, ojciec ofiarował w 1668 łańcuch złoty dla oo. dominikanów w Podkamieniu. Jako 17 latek brał udział w bitwie pod Wiedniem (1683), dowodząc wystawioną przez swego ojca chorągwią jazdy pancernej. Przeżył wtedy ostatnie wielkie zwycięstwo militarne Rzeczypospolitej, ale także na skutek szerzącej się w polskim obozie zarazy, śmierć ukochanego ojca. Po tej osobistej stracie młodzian przeszedł pod opiekę hetmana wielkiego koronnego Stanisława Jabłonowskiego i walczył pod jego rozkazami (od 1685 już jako rotmistrz chorągwi husarskiej) w kampaniach przeciw Tatarom i Turkom w latach 1691 (mołdawska wyprawa Sobieskiego) i 1698.
W latach 1684–1686 odbył zagraniczną podróż edukacyjną.
Poseł na sejm 1688/1689 roku z ziemi halickiej.
W czasie elekcji (1696–1697) stronnik księcia Contiego. Był marszałkiem sejmików województwa ruskiego w 1682 i 1694 roku.
Po śmierci Jana III Sobieskiego był przeciwnikiem wyboru na króla elektora saskiego Augusta Wettyna. Po zerwanym sejmie konwokacyjnym 1696 roku przystąpił 28 września 1696 roku do konfederacji generalnej. 5 lipca 1697 roku podpisał w Warszawie obwieszczenie do poparcia wolnej elekcji, które zwoływało szlachtę na zjazd w obronie naruszonych praw Rzeczypospolitej. Był uczestnikiem rokoszu łowickiego 1697 roku. Później jednak, w 1698 roku pogodził się z nim i przeszedł na jego stronę. Walczył przy królu w bitwie pod Kliszowem. W roku 1702 król August II powierzył mu buławę polną. Już w rok później pacyfikował zrewoltowaną Ukrainę (powstanie pod wodzą Semena Paleja) ramię w ramię z późniejszym przeciwnikiem Józefem Potockim, następnie dowodził częścią wojsk polsko – litewsko – saskich podczas bitwy Warszawskiej 1705 roku. Po śmierci hetmana wielkiego Hieronima Augustyna Lubomirskiego, otrzymawszy po nim godność hetmana wielkiego dowodził wojskiem polskim w kampanii 1706 i lewym skrzydłem armii polsko-rosyjsko-saskiej podczas bitwy kaliskiej.
Po abdykacji Augusta II był faktycznym przywódcą konfederacji przeciw Szwedom i Stanisławowi Leszczyńskiemu. W latach 1707–1709 na jego koszt z misją dyplomatyczną w Rosji przebywał Józef Tausz. W roku 1710 Sieniawski został kasztelanem krakowskim, czyli pierwszym senatorem Rzeczypospolitej. Od tego czasu związany był z Rosją. Był uczestnikiem Walnej Rady Warszawskiej 1710 roku. W okresie konfederacji tarnogrodzkiej był więziony przez konfederatów.
Po zawarciu pokoju w Altranstädt myślał o koronie dla siebie przy pomocy Piotra Wielkiego; zaprzedany zwolennik Rosji. Za jego hetmaństwa została zmniejszona polska armia przez ograniczenie liczby wojska, nastąpiło też uszczuplenie władzy hetmańskiej (sejm niemy 1717). Przez żonę Elżbietę z Lubomirskich, głośną polityczkę, sympatyzował z dworem francuskim. W 1717 roku został wyznaczony senatorem rezydentem. Z jego zapisu testamentowego w latach 1733–1734 została zbudowana dzwonnica przy kościele św. Andrzeja i klasztorze Bernardynów we Lwowie.
Pozostawił córkę Marię Zofię – chrześnicę cara Piotra Wielkiego, żonę Stanisława Ernesta Denhoffa, a później księcia Augusta Aleksandra Czartoryskiego.
Odznaczony Orderem Orła Białego.

## Portrety

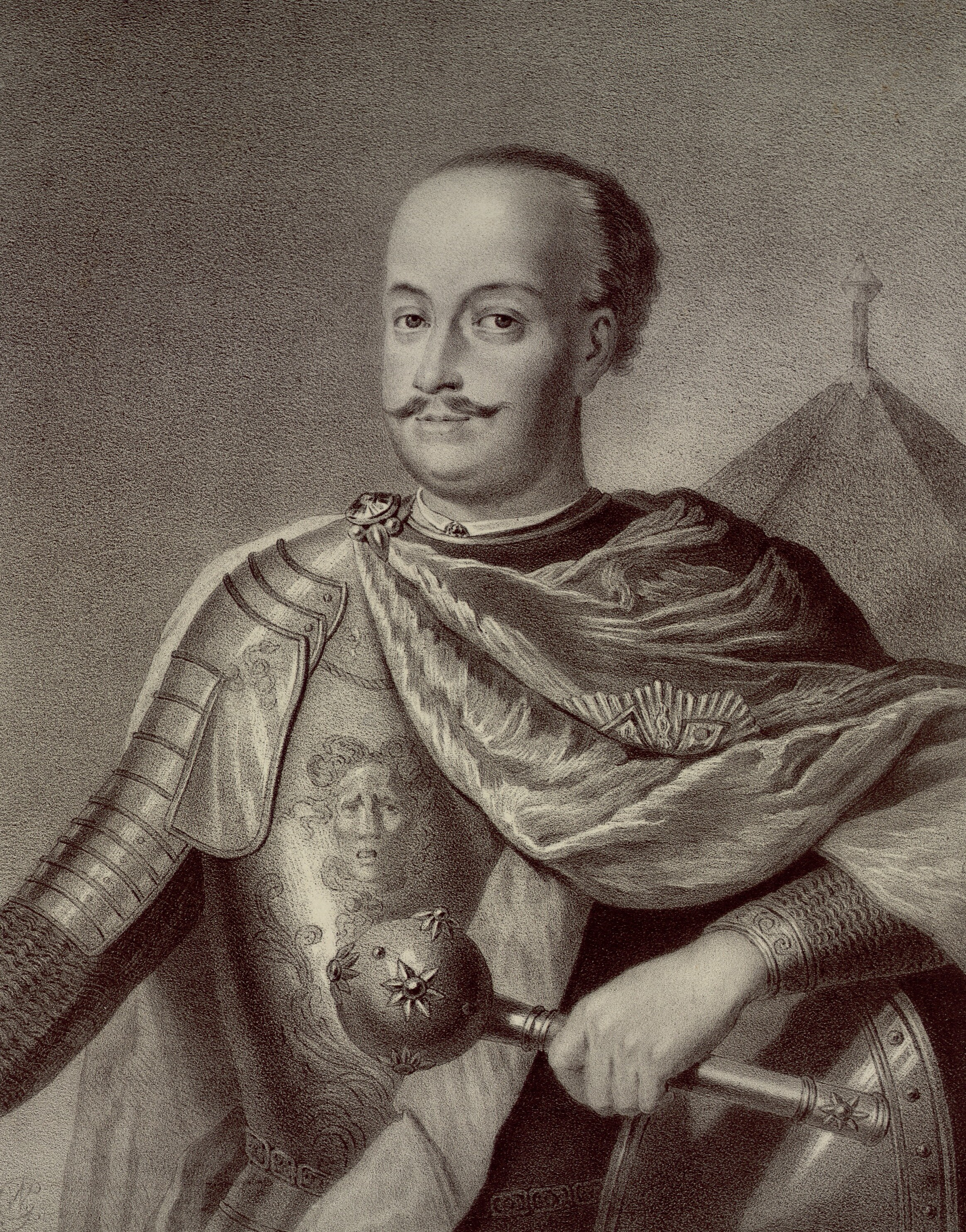
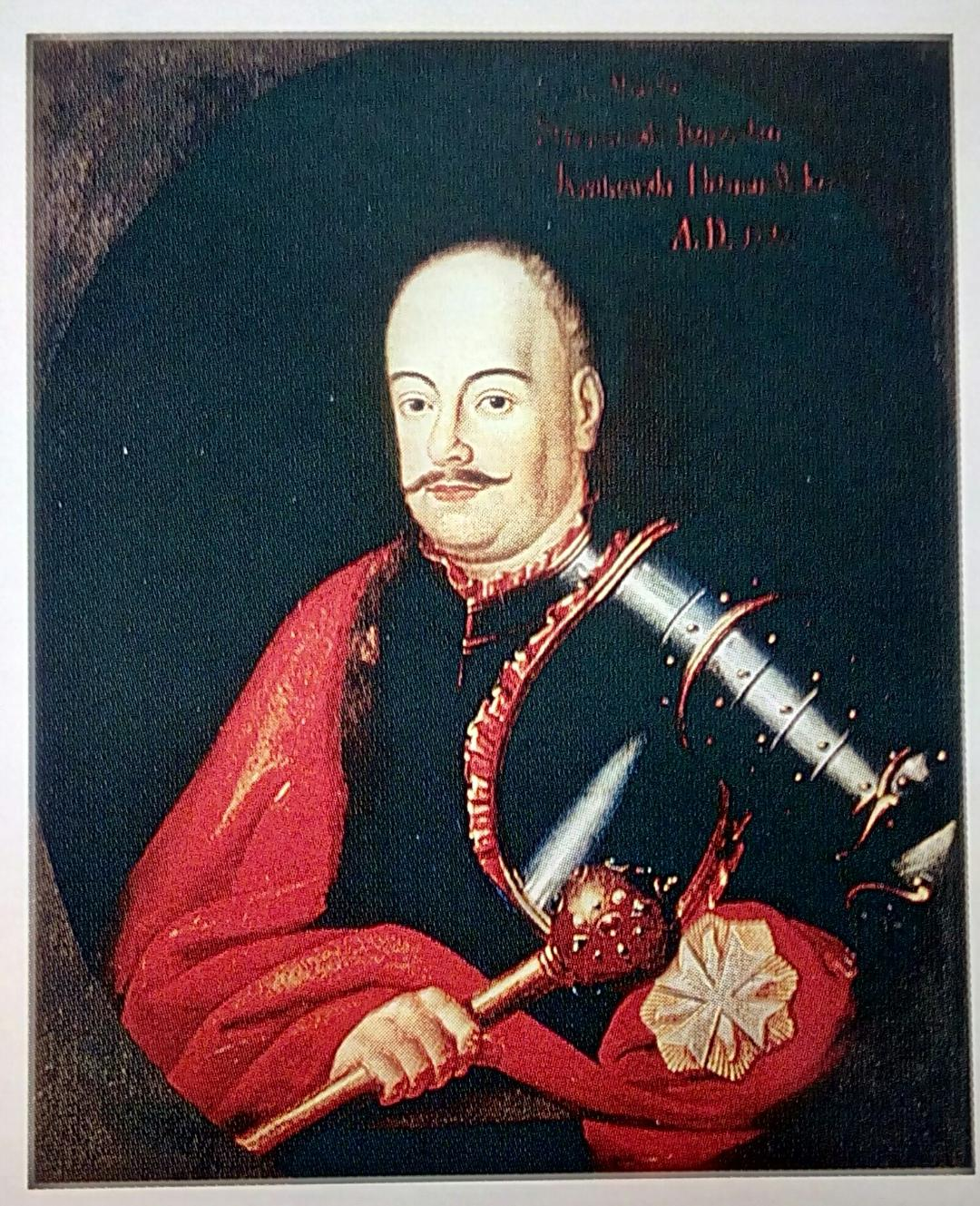
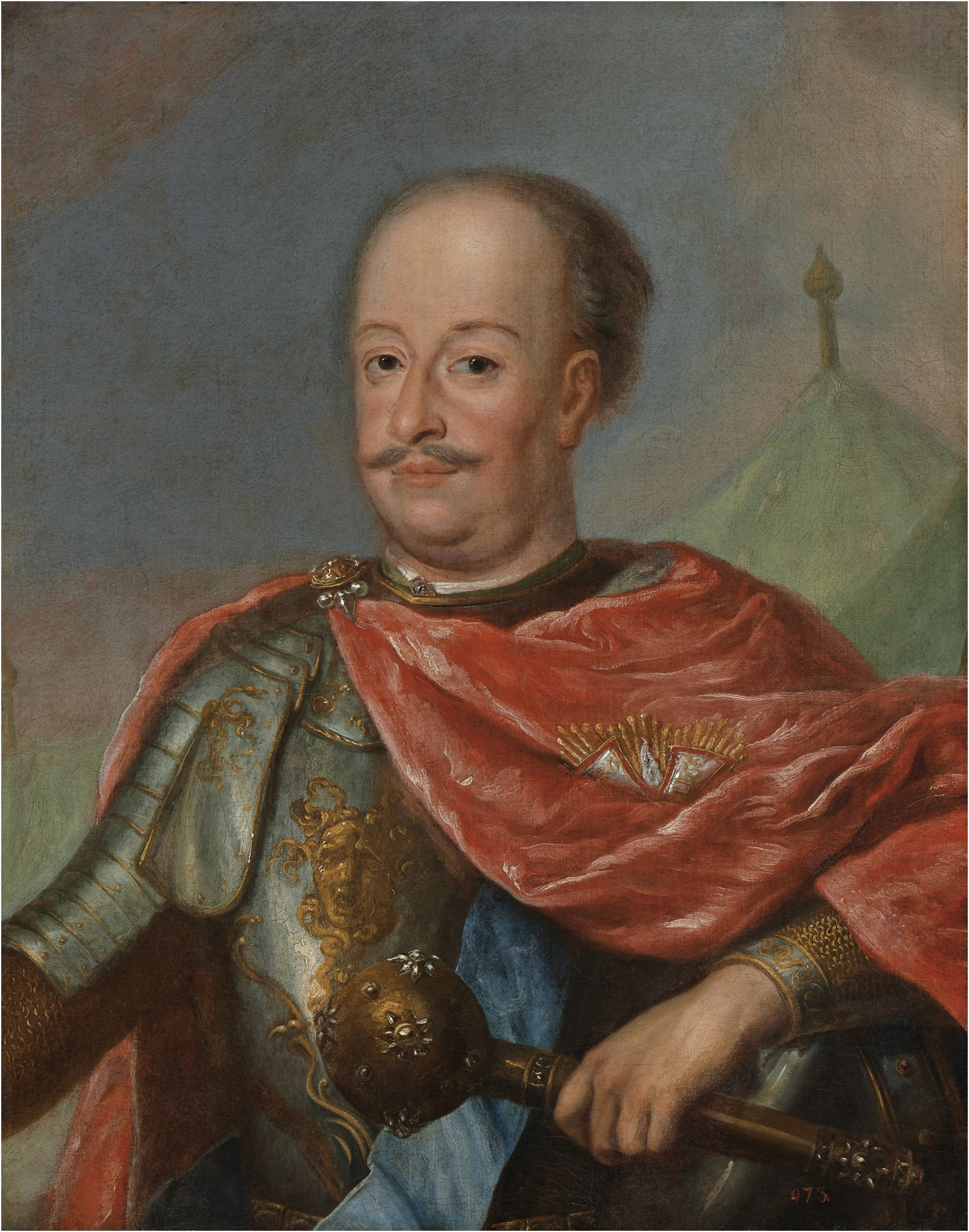
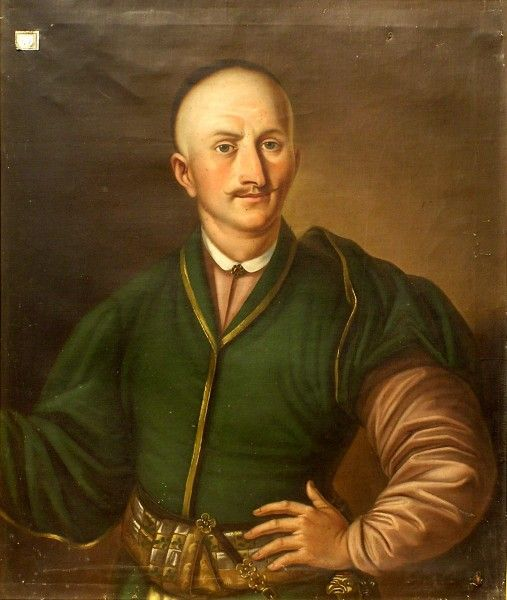
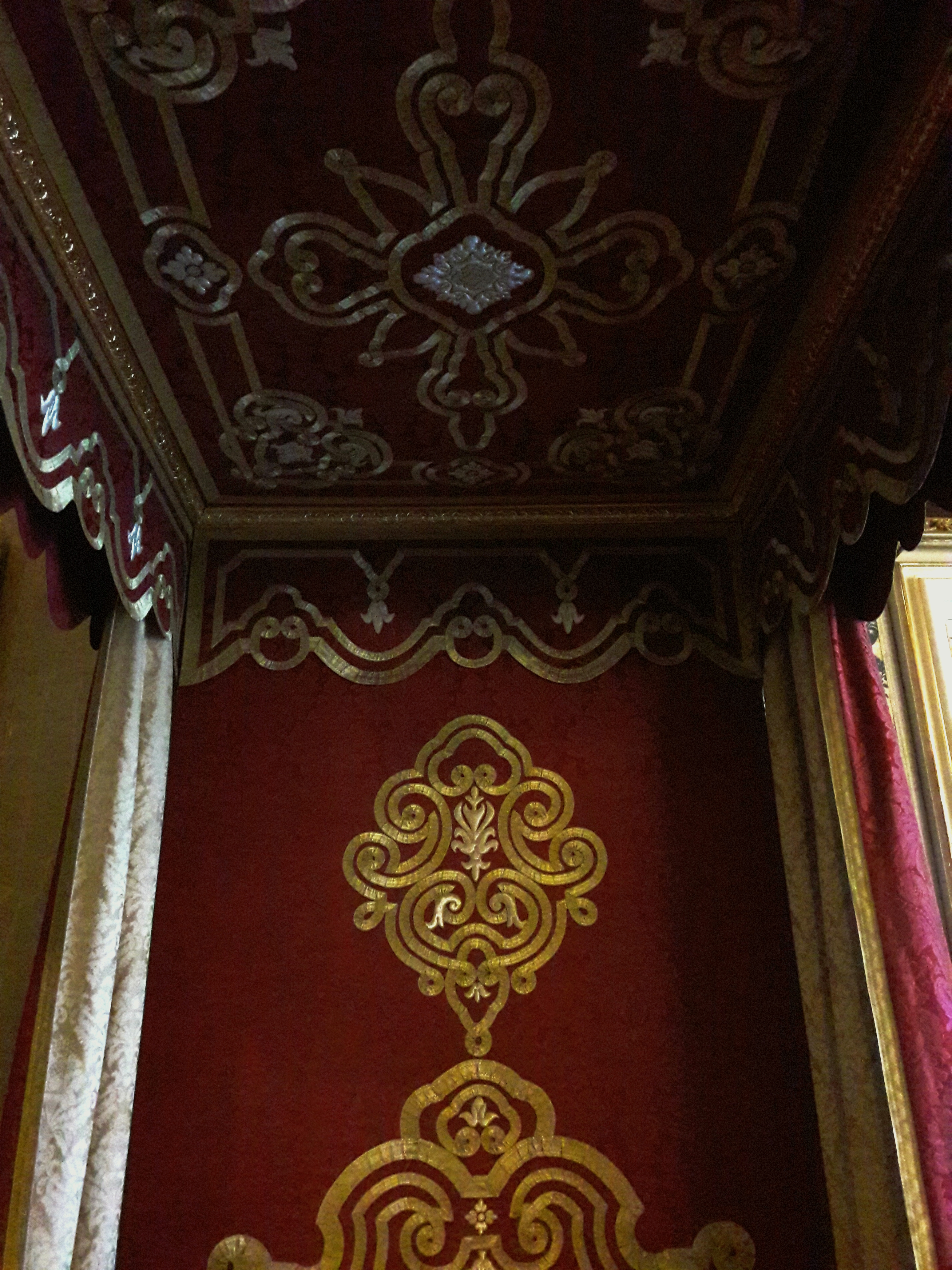
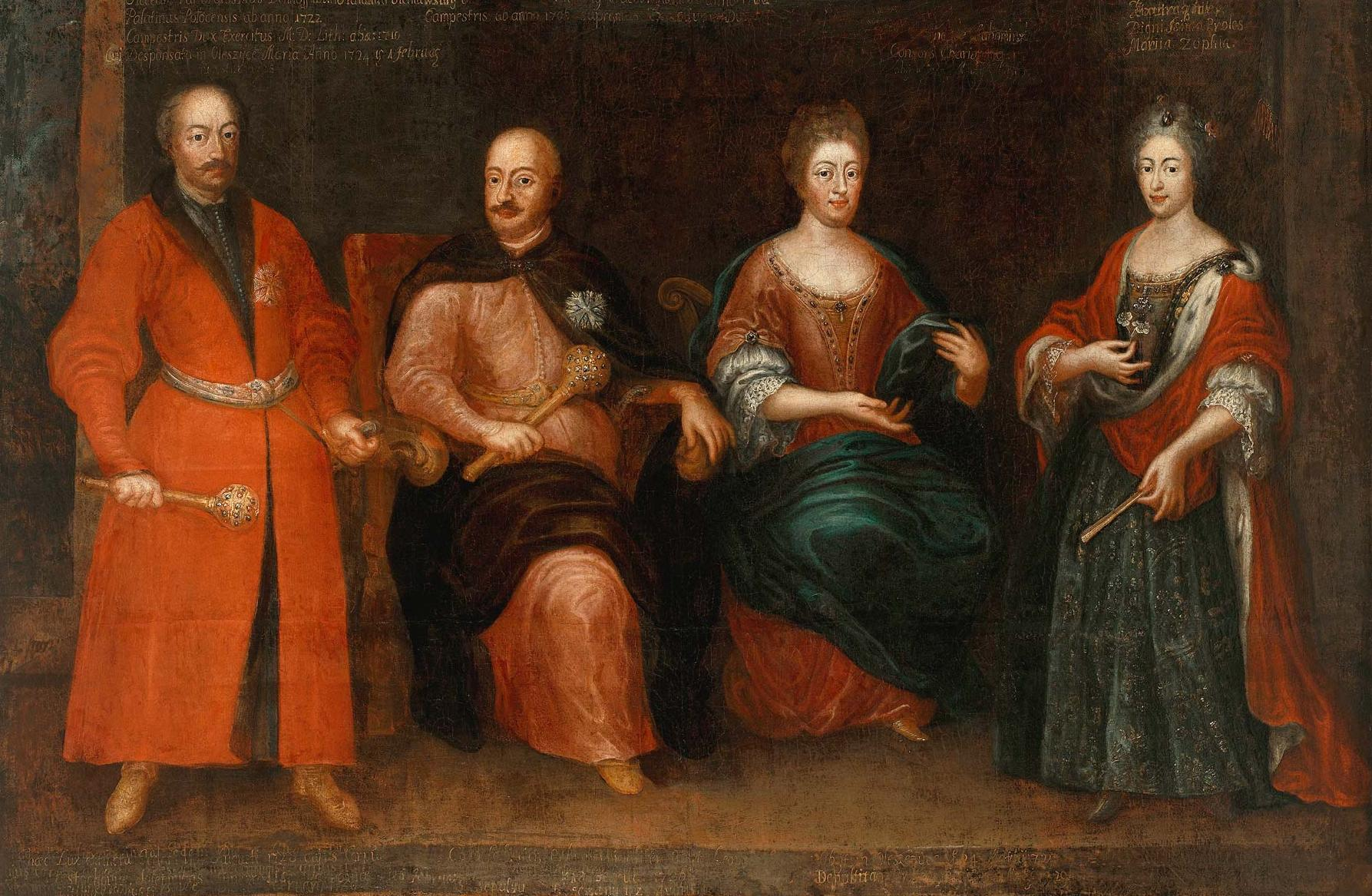